# Église Saint-Nicolas de Brezolles
L'église Saint-Nicolas de Brezolles est une église située à Brezolles dans le département français d'Eure-et-Loir en région Centre-Val de Loire.

## Historique
La première construction de l'église date du XIe siècle, au cours duquel elle est brûlée, puis reconstruite.
Aux XVe et XVIe siècles, la tour actuelle remplace l'ancien clocher octogonal. La nef est également prolongée.
En 1913, la tour-clocher et la première travée de la nef sont classées au titre de monument historique.

L'église Saint-Nicolas
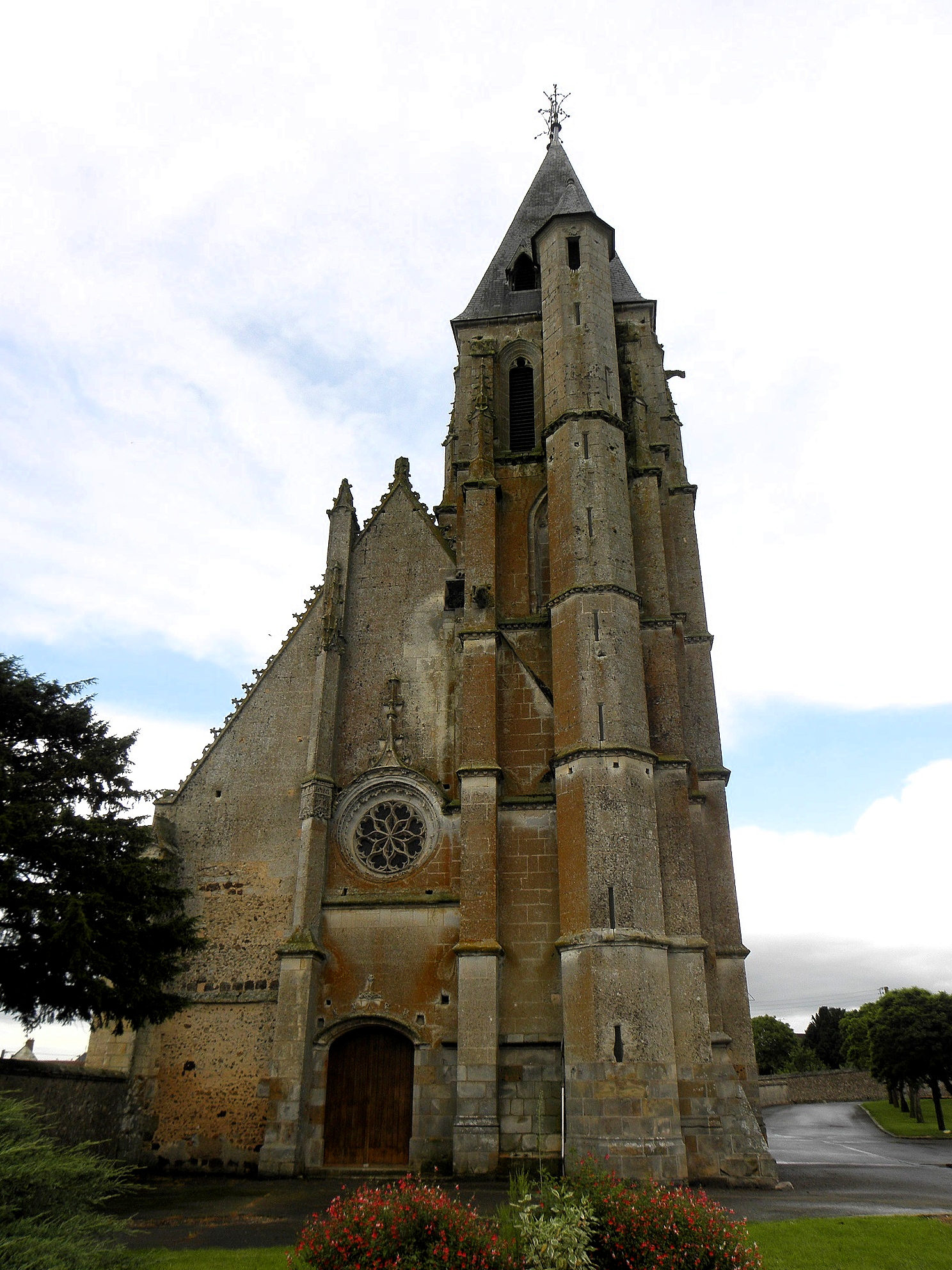
La tour-clocher.
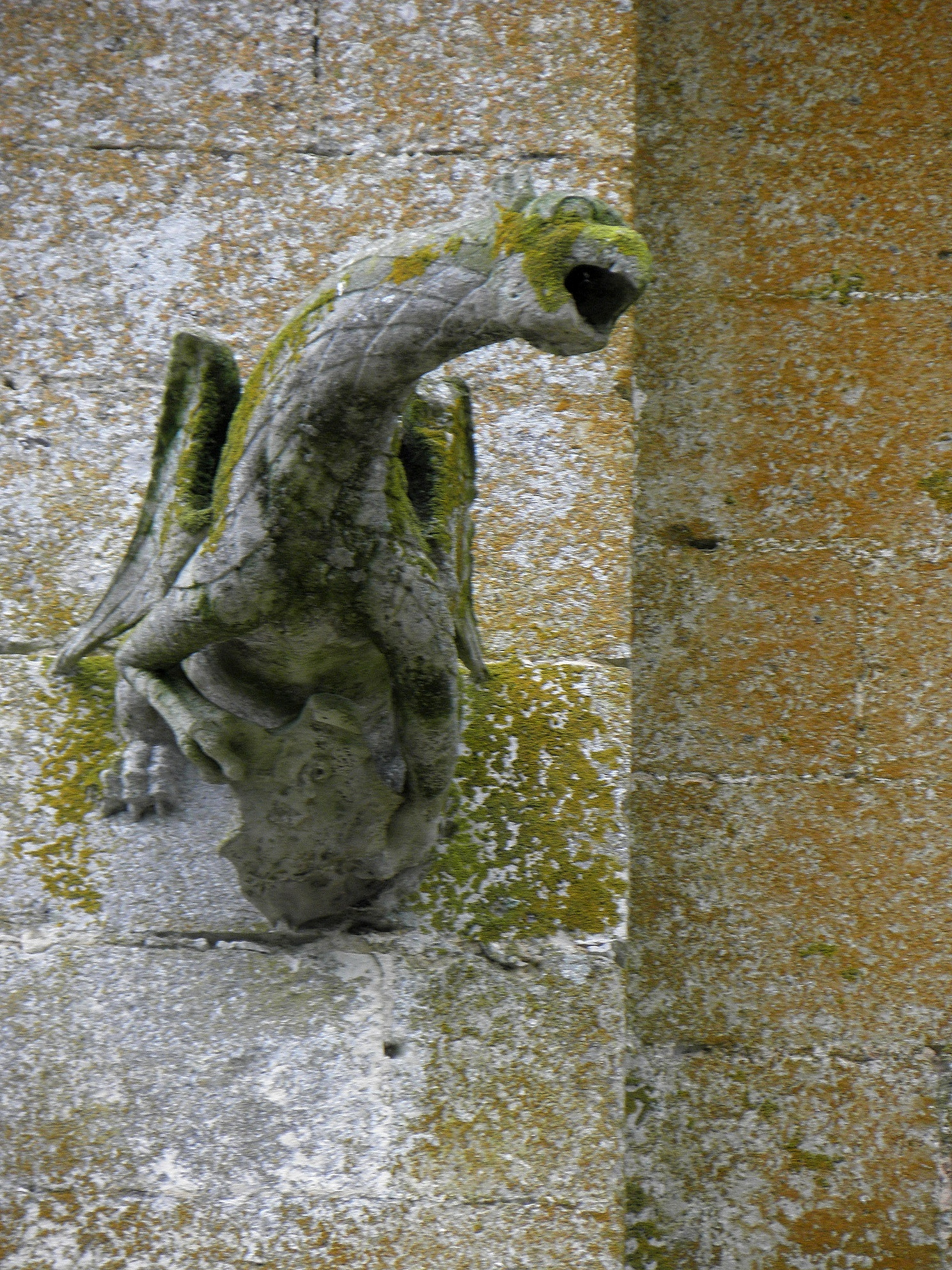
Gargouille de la façade occidentale.
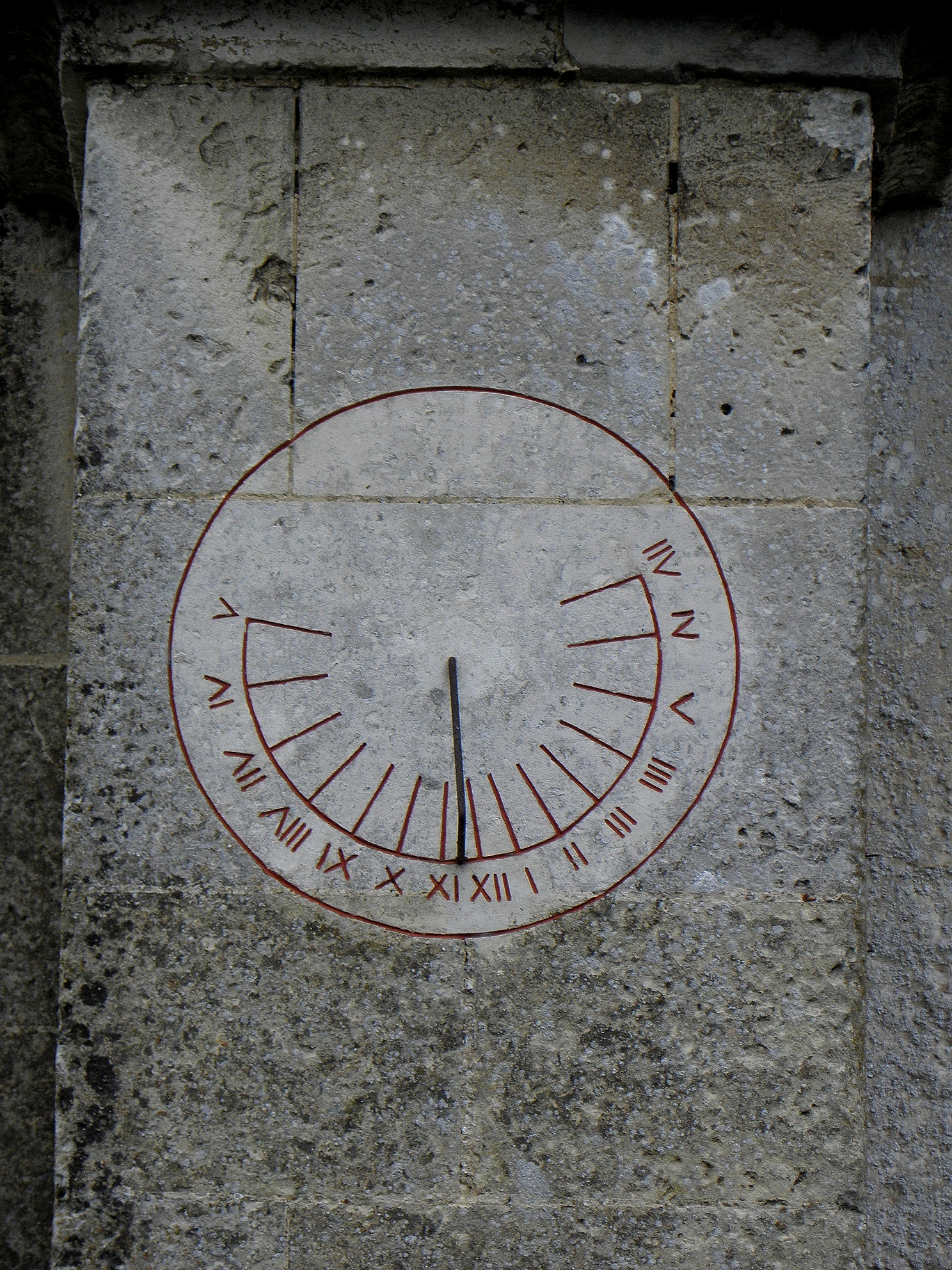
Cadran solaire de la façade sud.

## Vitraux
Les vitraux de l'église sont datés des XIXe et XXe siècles et semblent provenir en majorité des ateliers Lorin de Chartres.
Comme à Saint-Hilaire de Mainvilliers ou à Saint-Georges-sur-Eure, les créations de trois générations de Lorin sont représentées : y figurent les signatures du fondateur Nicolas Lorin, de Charles Lorin, son fils, et de François Lorin, fils de Charles et petit-fils du fondateur.
Charles Lorin à notamment signé, en 1922, un vitrail dont le phylactère en partie basse mentionne « à la mémoire des enfants de Brezolles morts pour la patrie ». Trois phylactères du tympan indiquent « Gloire et merci » « aux sauveurs » « de la France ». Au premier plan, la France, au manteau de fleurs de lys, remet une couronne de lauriers à un soldat gisant à terre. À l'arrière plan gauche, figure la cathédrale Notre-Dame de Reims.
Cette réalisation originale, peu fréquente en Eure-et-Loir, comporte seize portraits de poilus placés dans des médaillons sur les côtés, entourant Jésus sur la croix qui surplombe les tranchées.

Vitraux des ateliers Lorin
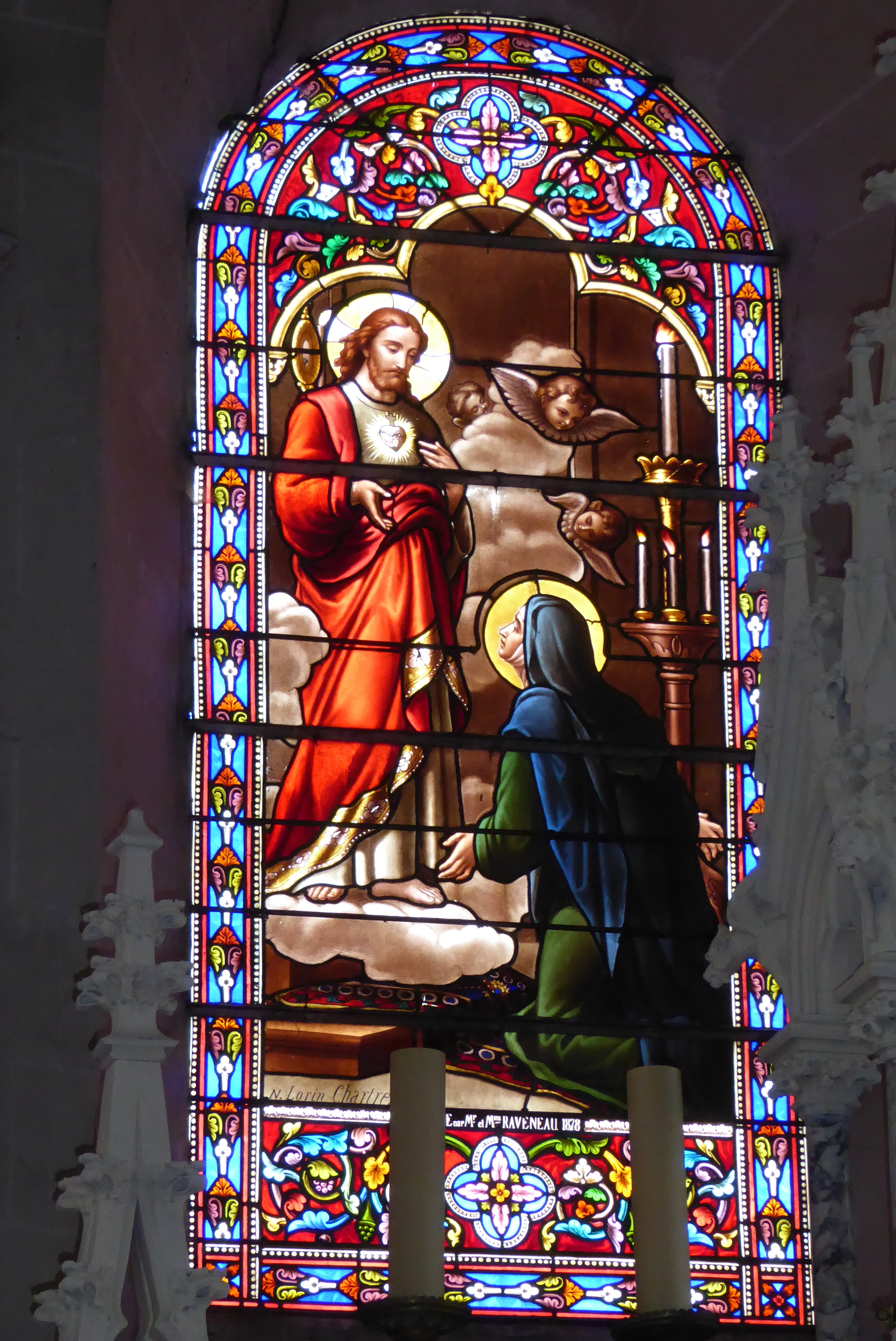
Baie 0 Nicolas Lorin, 1878.
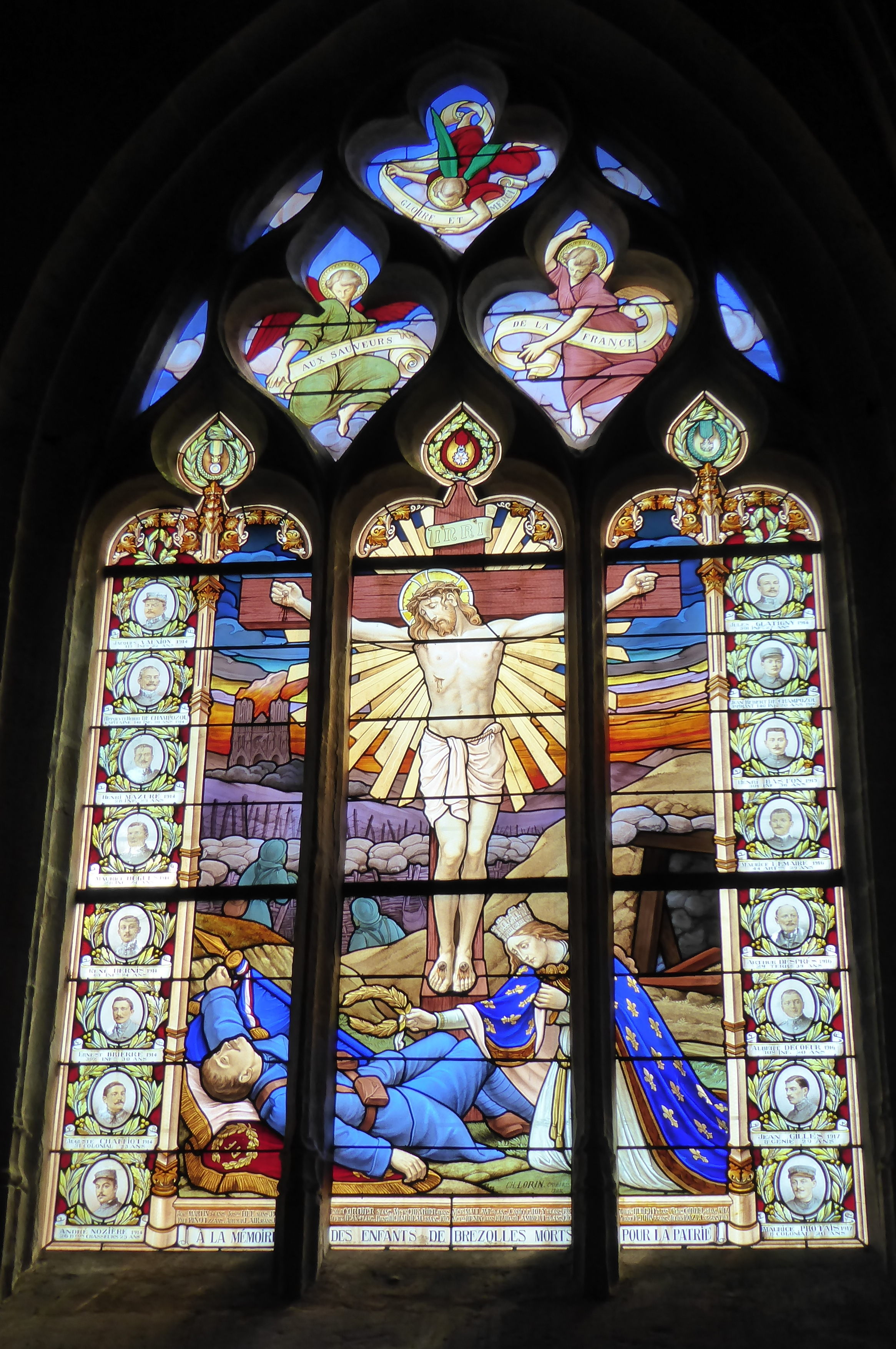
Baie 10 Charles Lorin, 1922.
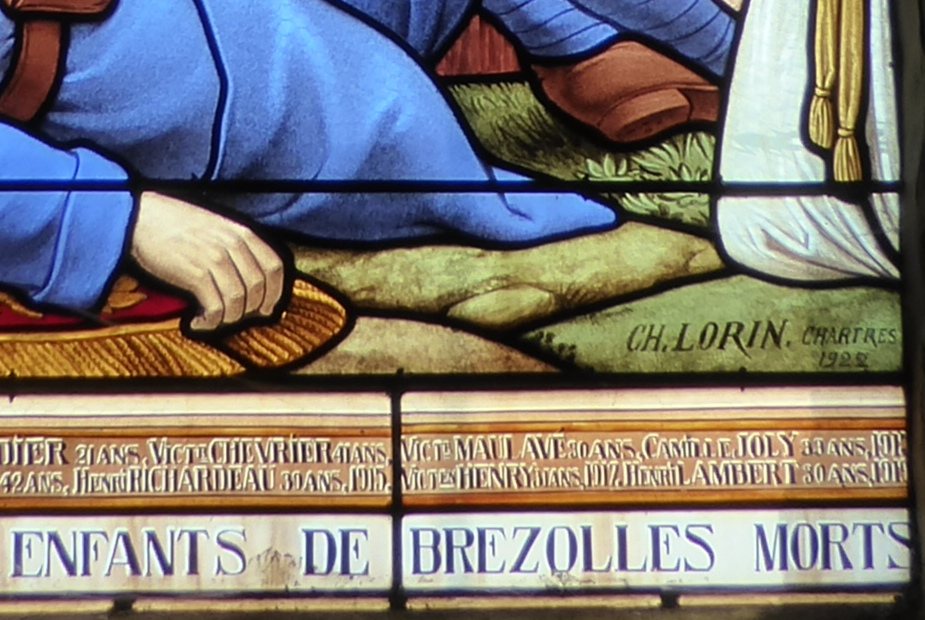
Baie 10 Signature de Charles Lorin.

## Paroisse et doyenné
L'église Saint-Nicolas de Brezolles fait partie de la paroisse Bienheureux-François-de-Laval en Thymerais, rattachée au doyenné des Forêts.